# 土師孝也
土師孝也（日语：／ Hashi Takaya，1952年9月8日—），原名是加藤孝也，是日本出身於東京都的男性演員、配音員，原屬劇團青年座，目前所屬aptepro。

## 人物
- 武藏工業大学附属高等学校（日语：東京都市大学付属中学校・高等学校）畢業，桐朋學園藝術短期大學藝術科演劇專業畢業。
- 原是劇團青年座的團員，活躍於公演的舞台劇場，也有參與配音的演出；後來以業務提攜身份加入aptepro，以配音員導師的身份在配音員養成所教導配音等方面的技巧。
- 演技精湛，聲線低沉厚實，且帶一絲的鼻音。
- 配音作品中多出演惡役，但不乏也有大人物及老好人的角色出演。
- 在吹替作品中，以哈利波特電影係列的賽佛勒斯·石內卜最爲觀眾所熟知，也多次擔任阿倫·烈卡文出演作品的配音。

## 演出作品

### 電視劇
- 《假面騎士BLACK》（南正人）

## 配音作品
※粗體為主演或主要角色

### 電視動畫
1980年
- 魯邦三世（TV第2部）（ガルタン・ボルジア）

1983年
- 銀河疾風（工作人員）
- 聖戰士丹拜因（シュンカ・ザマ、スコット艦長）

1984年
- 北斗神拳 世紀末救世主傳說（阿米巴、托席、アルナ）

1986年
- 機動戰士鋼彈 ZZ（ホワイト、ロイ、高官）
- 聖鬥士星矢（アゴラ）

1987年
- 機甲戰記威龍（ホイットマン）
- 妙手小廚師（ロボコック・サリー、料林寺大僧正）

1988年
- 魔神英雄傳（白龍）

1989年
- 機動警察（黑崎）

1991年
- 黑色推銷員（律木守）

1992年
- 蠟筆小新（吉井臼人、ヤスオ、宇宙船乘客、ビリー立花）
- 大草原上的小天使 灌叢嬰猴（亞瑟‧羅斯）

1993年
- 城市風雲兒（柳生十兵衛）
- 哆啦A夢(大山羨代版)（夏目漱石）

1994年
- 美少女戰士S（アジモフ）

1995年
- 愛天使傳說（ソージ鬼）
- 美少女戰士SuperS（腹話術師）

1996年
- 靈異教師神眉（麒麟）
- 聖天空戰記（ユリゼン、レオン）
- 名偵探柯南（大村淳）

1997年
- 神奇寶貝（ムノー）

1998年
- 星際牛仔（テディ・ボマー）
- 青澀之戀（鋼琴家）
- 槍神Trigun（保安官）
- 危險調查員（瀧田修二）
- 名偵探柯南（鄉司宗太郎）

1999年
- 地球防禦企業（大河內社長）

2000年
- 名偵探柯南（ミシェル・アングラード）

2001年
- 通靈王（オロナ）
- 魔法戰士李維（アイドマン）
- 名偵探柯南（大上祝善、花岡茂）

2002年
- 十二國記（錯王）
- 第一神拳（新日本拳擊會長）
- 週刊神奇寶貝放送局（ムノー）
- 名偵探柯南（磯上海藏）
- 第一神拳（新日本拳館會長）

2003年
- GAD GUARD（ダブ）
- 灌籃少年（哀川之父）
- 鋼之鍊金術師（マジハール）
- 戰爭程序員白瀨（旁白、林教授）
- PEACE MAKER鐵（近藤勇）
- 人間交叉點（相澤）
- 坦克王（ダークポトリス）

2004年
- 頭文字 Fourth Stage（東堂）
- 今天是魔王!（鮑伯）
- Keroro軍曹（インド象の太郎、宇宙逃犯阿米巴原蟲）
- 攻殼機動隊 S.A.C. 2nd GIG（有須田）
- 琉球武士瘋雲錄（犬山）
- 蒼穹之戰神（溝口恭介）
- MONSTER（コンラート、トゥルンカ）

2005年
- 武器種族傳說（旁白）
- 王牌鑒定人（ラストマン）
- CLUSTER EDGE（ラムスベック）
- 名偵探柯南（設樂弦三朗）

2006年
- 歡迎加入NHK！（峰岸業）
- 銀河鐵道物語～永遠的分岐點（シェリダン）
- 獸爪（柿の木刃）
- 雙面騎士(達修德)
- 奏光之Strain（ドリンコート）
- 天保異聞 妖奇士（跡部良弼）
- 西方善魔女（ルアルゴー伯爵）
- 工作狂人（觀世徹）
- 企業傭兵（副社長）
- 神奇寶貝超世代（ムノー）
- 怪醫美女RAY(鐵藏)
- 怪俠索羅利（紅鬼）

2007年
- 機動戰士鋼彈00（雷夫·艾夫曼、AEU諜報部長官）
- 驅魔少年（科羅·迪艾度魯）
- 暗夜魔法使(叔叔大人)

2008年
- 艾莉森與莉莉亞（役人、グラツ大尉）
- Keroro軍曹（宇宙兇惡犯アメバ）
- 骷髏13（ミドルトン）
- 屍姬 赫（忌逆）
- 迷宮塔 ～烏魯克之盾～（基爾加梅斯王）
- 火影忍者疾風傳（角都）
- 魍魎之匣（福來友吉）

2009年
- 骷髏13（ザメック）
- 屍姬 玄（忌逆）
- 蒼天航路（羅嚴）
- 迷宮塔 ～烏魯克之劍～（基爾加梅斯王）

2010年
- 閃光的夜襲（建川美次）
- 少年犯之七人（佐佐木義助）

2011年
- 罪惡王冠（楊少將）
- 日常（道爾夫）
- 向陽素描×SP（村長）
- 天才黃金腦～神之謎（町造課長）
- 神奇寶貝鑽石&珍珠特別篇（ムノー）
- 未來日記（11th 約翰·巴克斯）
- 最後流亡-銀翼的飛夢-（薩多里）

2012年
- 紙箱戰機W（アラン・ウォーゼン）
- 軍火女王（陳國明）

2013年
- 魔王勇者（軍鬥貴族）
- 銀魂'延長戰（德川定定）

2014年
- 星刻龍騎士（奧華德·羅雷亞蒙）
- 破刃之劍（羅奇斯）
- 棺姬嘉依卡（羅伯特·阿巴爾特）
- 東京殘響（青木宗太）
- 信長協奏曲（遠藤直經）
- 牙狼〈GARO〉-炎之刻印-（門多薩）
- 忍者乱太郎（毒竹城城主木野小次郎竹高〈第2代〉）

2015年
- 蒼穹之戰神 EXODUS（溝口恭介）
- 純潔的瑪利亞（科爾努諾斯）
- 亞爾斯蘭戰記（荷迪爾）
- 潮與虎（旁白）
- 魯邦三世 2015年系列（里加爾德·蒙迪尼）
- 青年怪醫黑傑克（馮二齊）
- 蒼穹之戰神 EXODUS 第2期（溝口恭介）
- 牙狼〈GARO〉-紅蓮之月-（道摩法師）

2016年
- Dimension W －第四次元－（百合崎士堂）
- 美少女戰士Crystal Season III 死亡毀滅者篇（大師法老王90）
- 甲鐵城的卡巴內里（四方川堅將）
- 制約之絆（瑠瑠父親）
- 無畏魔女（大澤義三郎）
- ONE PIECE（犬嵐公爵）

2017年
- 幼女戰記（戴·樂高）
- 昭和元祿落語心中－助六再現篇－（大親分）
- 鬼平（墓火的秀五郎）
- 重啟咲良田（野貓大宅的老爺爺）
- 騎士&魔法（克努特·迪斯寇德）
- Princess Principal（諾曼第公）
- 咕嚕咕嚕魔法陣（地之王歐破列）

2018年
- BASILISK～櫻花忍法帖～（成尋）
- OVERLORDⅡ（夫路達·帕拉戴恩）
- 擁抱！光之美少女（特勞姆博士）
- 宇宙戰艦提拉米蘇（文圖里·勒羅伊）
- 罪人與龍共舞（莫爾汀·歐傑斯·裘涅亞）
- OVERLORD III（夫路達·帕拉戴恩）
- 關於我轉生變成史萊姆這檔事)（蓋札）
- 宇宙戰艦提拉米斯Ⅱ（文圖里·勒羅伊）
- 新幹線戰士（大沼宗谷）
- 黃金神威（犬童四郎助）

2019年
- Fairy Gone（施瓦茨·迪賽）
- 獵獸神兵（傑拉德）
- 炎炎消防隊（古斯塔夫本田[2]）
- BEASTARS（獅子組老大／獅子組老大〈回想〉）
- 機獸戰記ZERO（格勒圖少將）
- 巴比倫（埃德蒙·朱利亞尼）

2020年
- 食戟之靈 豪之皿（時山兵五郎）
- 炎炎消防隊 貳之章（古斯塔夫本田）
- 高校之神（全載山）
- 王之逆襲 意志的繼承者（費洛葛蘭斯二世）
- 勇者鬥惡龍 達伊的大冒險（2020）（霸恩）
- 這是妳與我的最後戰場，或是開創世界的聖戰（八大使徒A、八大使徒）

2021年
- 回復術士的重啟人生（普洛姆王）
- Hortensia SAGA 蒼之騎士團（巴特豪薩·多瑞德諾特）
- 關於我轉生變成史萊姆這檔事 第2期（蓋札）
- BEASTARS 第2期（獅子組老大）
- 比方說，這是個出身魔王關附近的少年在新手村生活的故事（蒼）
- 戰鬥員派遣中！（國王）
- 關於我轉生變成史萊姆這檔事 轉生史萊姆日記（蓋札）
- 影宅（偉大的爺爺）
- 蓋特機器人ARC（孔明）
- 遊戲王SEVENS（老人）
- 轉生成女性向遊戲只有毀滅END的壞人大小姐X（老紳士）
- 通靈王2021年版（歐羅拿）
- 月與萊卡與吸血公主（蘇拉瓦·柯羅文）
- 半妖的夜叉姬（朴仙翁）
- 新幹線戰士Z（大沼宗谷）

2022年
- 平家物語（藤原西光）
- 天才王子的赤字國家重生術（西里吉斯）
- CUE!（舞台監督）
- 境界戰機（艾德格·費曼）
- OVERLORD IV（夫路達·帕拉戴恩）
- 奇米萌 CHIMIMO（嘆息教授）
- 因為是反派大小姐所以養了魔王（魯道夫·羅蓮·多特里修）
- 點滿農民相關技能後，不知為何就變強了。（邪龍奧羅波若）
- SPY×FAMILY間諜家家酒（唐納文·戴斯蒙德）
- BLEACH 千年血戰篇（羅伯特·亞裘托倫）

2023年
- 名偵探柯南（詹姆斯·布萊克）
- 最強陰陽師的異世界轉生記（影）
- 獻祭公主與獸王（先代王）
- EDENS ZERO 伊甸星原（涅羅[3]）
- 凹凸魔女的親子日常（不死鳥[4]）
- 豬肝記得煮熟再吃（伊維斯）

2024年
- 異修羅（旁白）
- 七大罪 啟示錄四騎士（長老）
- 婚戒物語（皇帝）
- 關於我轉生變成史萊姆這檔事 第3期（蓋札）
- 曾經、魔法少女和邪惡相互為敵。（貝鐵基瑟[5]）
- 魔王軍最強的魔術師是人類（卡羅薩）
- 神之塔 第2期（瑪道雷寇[6]）
- 一兆＄遊戲（黑龍一真[7]）
- 阿薩里爾2 未來的民間故事（拉菲）

2025年
- 天久鷹央的推理病歷表（碇正明）
- 最弱技能《果實大師》 ～關於能無限食用技能果實（吃了就會死）這件事～（蒙提斯伯爵）
- 炎炎消防隊 參之章（古斯塔夫本田[8]）
- 破爛千金被姊姊的原婚約者溺愛著（阿爾弗雷德）
- 新吊帶襪天使（Stocking）

### OVA
- 冷面天使（校長）
- 機動戰士鋼彈 MS IGLOO一年戰爭秘錄（ジャン・リュック・デュバル少佐）
- 銀河英雄傳說（恩斯特‧梅克林格/エルネスト・メックリンガー）
- 聖堂教父（渡海）
- 新・北斗之拳（老師）
- 超自然檔案（ジョン・ウィンチェスター）
- 戰鬥妖精雪風（アンセル・ロンバート）
- 帝都物語（早川德次）
- 第一神拳 間柴vs木村 死刑執行（木村之父）
- 爆笑吸血鬼（Dr.ハップル）

2016年
- 血界戰線（恐怖分子 首領）

### 動畫電影
- 蘋果核戰（Richard Kestner）
- 銀河英雄傳說《新戰爭的序曲》（恩斯特‧梅克林格）
- 劇場版 動物之森（マスター）
- 破刃之劍 BROKEN BLADE（羅奇斯）
  - 第二章 訣別之路
  - 第三章 凶刃之痕
- 魔女宅急便（多多的父親）
- 殼中少女（アシュレイ・ハーヴェスト）
  - 『殼中少女 燃燒』
  - 『殼中少女 排氣』
- 大都會 (2001年動畫電影)（里昂市長）

2013年
- 顛倒的帕特瑪（伊邪武良）

2016年
- 名偵探柯南：純黑的惡夢（詹姆斯·布莱克）

2017年
- 虐殺器官（院內總務）

2019年
- 劇場版新幹線戰士：來自未來的神速ALFA-X（大沼宗谷）

2021年
- Princess Principal Crown Handler 第1章（諾曼第公）
- Princess Principal Crown Handler 第2章（諾曼第公）

2023年
- Princess Principal Crown Handler 第3章（諾曼第公）

2025年
- Princess Principal Crown Handler 第4章（諾曼第公[9]）

### 網路動畫
- 亡念之扎姆德（尖端島司令官）

2017年
- 寶可夢世代（AZ）

### 吹替
電視/電影
| 年份 | 作品名稱                  | 配演角色                   | 演員               | 媒介                      |
| ---- | ------------------------- | -------------------------- | ------------------ | ------------------------- |
| 1991 | 大盜羅賓漢                | 佐治                       | 阿倫·烈卡文        | 東京電視台版              |
| 2001 | 哈利波特：神秘的魔法石    | 賽佛勒斯·石內卜            | 阿倫·烈卡文        | 公映/影碟版本             |
| 2002 | 哈利波特：消失的密室      | 賽佛勒斯·石內卜            | 阿倫·烈卡文        | 公映/影碟版本             |
| 2004 | 哈利波特：阿茲卡班的逃犯  | 賽佛勒斯·石內卜            | 阿倫·烈卡文        | 公映/影碟版本             |
| 2005 | 哈利波特：火盃的考驗      | 賽佛勒斯·石內卜            | 阿倫·烈卡文        | 公映/影碟版本             |
| 2007 | 哈利波特：鳳凰會的密令    | 賽佛勒斯·石內卜            | 阿倫·烈卡文        | 公映/影碟版本             |
| 2009 | 哈利波特：混血王子的背叛  | 賽佛勒斯·石內卜            | 阿倫·烈卡文        | 公映/影碟版本             |
| 2010 | 哈利波特：死神的聖物Ⅰ     | 賽佛勒斯·石內卜            | 阿倫·烈卡文        | 公映/影碟版本             |
| 2010 | 愛麗絲夢遊仙境            | 智蟲                       | 阿倫·烈卡文        | 公映/影碟版本             |
| 2011 | 哈利波特：死神的聖物Ⅱ     | 賽佛勒斯·石內卜            | 阿倫·烈卡文        | 公映/影碟版本             |
| 2012 | 離奇偽術家                | Lord Lionel Shabandar      | 阿倫·烈卡文        | 影碟版本                  |
| 2013 | 白宮管家                  | 朗奴·列根                  | 阿倫·烈卡文        | BS JAPAN版本              |
| 2016 | 愛麗絲夢遊仙境2：穿越魔鏡 | 智蟲                       | 阿倫·烈卡文        | 公映/影碟版本             |
| 1967 | 來自香港的伯爵夫人        | Ogden Mears                | 馬龍·白蘭度        | DVD版本                   |
| 1992 | 人間好漢                  | 吉米·霍法                  | 積尼·高遜          | DVD版本                   |
| 1994 | 三國演義                  | 馬岱                       | 李建平             | NHK-BS2/完整版DVD-BOX版本 |
| 1997 | 宋家皇朝                  | 孔祥熙                     | 牛振華             | 錄影帶/DVD版本            |
| 2007 | Juno少女孕記              | 麥斯·麥克古夫              | J·K·西蒙斯         | 影碟版本                  |
| 2008 | 鐵甲奇俠1                 | 奧比戴亞·斯坦              | 謝夫·布烈治        | 公映/影碟版本             |
| 2008 | 哲·古華拉                 | René Barrientos Ortuño     | 乔昆姆·德·阿爾梅達 | 影碟版本                  |
| 2010 | 孔子                      | 孔子                       | 周潤發             | DVD版本                   |
| 2010 | 人·神·魔戰                | 黑帝斯                     | 賴夫·費恩斯        | 公映/影碟版本             |
| 2012 | 狂·神·魔戰                | 黑帝斯                     | 賴夫·費恩斯        | 公映/影碟版本             |
| 2013 | 摩斯探長前傳（至今）      | Fred Thursday              | 羅傑·亞蘭          | WOWOW頻道                 |
| 2013 | 屍房宴                    | Frank Parker               | 比爾·塞奇          | 影碟版本                  |
| 2014 | 冬日奇緣                  | Pearly Soames              | 羅素·高爾          | 影碟版本                  |
| 2017 | 賓士先生                  | 賓士先生/布雷迪·哈茲菲爾德 | 哈利·崔德威        | 衛星頻道                  |

### 遊戲
- 《火影忍者系列》（角都）
- 《潛龍諜影V 原爆點》、《潛龍諜影V 幻痛》：骷髏臉（Skull Face）
- 《Fate/Grand Order》：詹姆斯·莫里亞蒂教授〔Archer〕
- 《隻狼：暗影雙死》：梟
- 《毀滅戰士：永恆》：諾維克王
- 《辟邪除妖 Variants Daphne》：羅旺馮特

## 外部資料
- 土師孝也aptepro事務所資料 （页面存档备份，存于）

1. ↑  《聲優名鑑》、588頁、成美堂出版、1999年、ISBN 978-4415008783
2. ↑  . 電視動畫「炎炎消防隊」電視台官網.   [2019年9月10日]. （原始内容存档于2020年8月10日） （日语）.
3. ↑  . Comic Natalie. 2023-06-21  [2023-06-21]. （原始内容存档于2023-06-21） （日语）.
4. ↑  . Comic Natalie. 2023-05-14  [2023-05-14]. （原始内容存档于2023-05-14） （日语）.
5. ↑  . Comic Natalie. 2024-05-13  [2024-05-13]. （原始内容存档于2024-05-19） （日语）.
6. ↑  . Comic Natalie. 2024-10-27  [2024-10-27] （日语）.
7. ↑  @trilliongame_pr.  (推文). 2024-07-11  [2024-07-11] –Twitter （日语）.
8. ↑  . Comic Natalie. 2024-07-07  [2024-07-07]. （原始内容存档于2024-07-10） （日语）.
9. ↑  . Comic Natalie. 2025-02-14  [2025-02-14]. （原始内容存档于2025-02-17） （日语）.